# Eric Claus

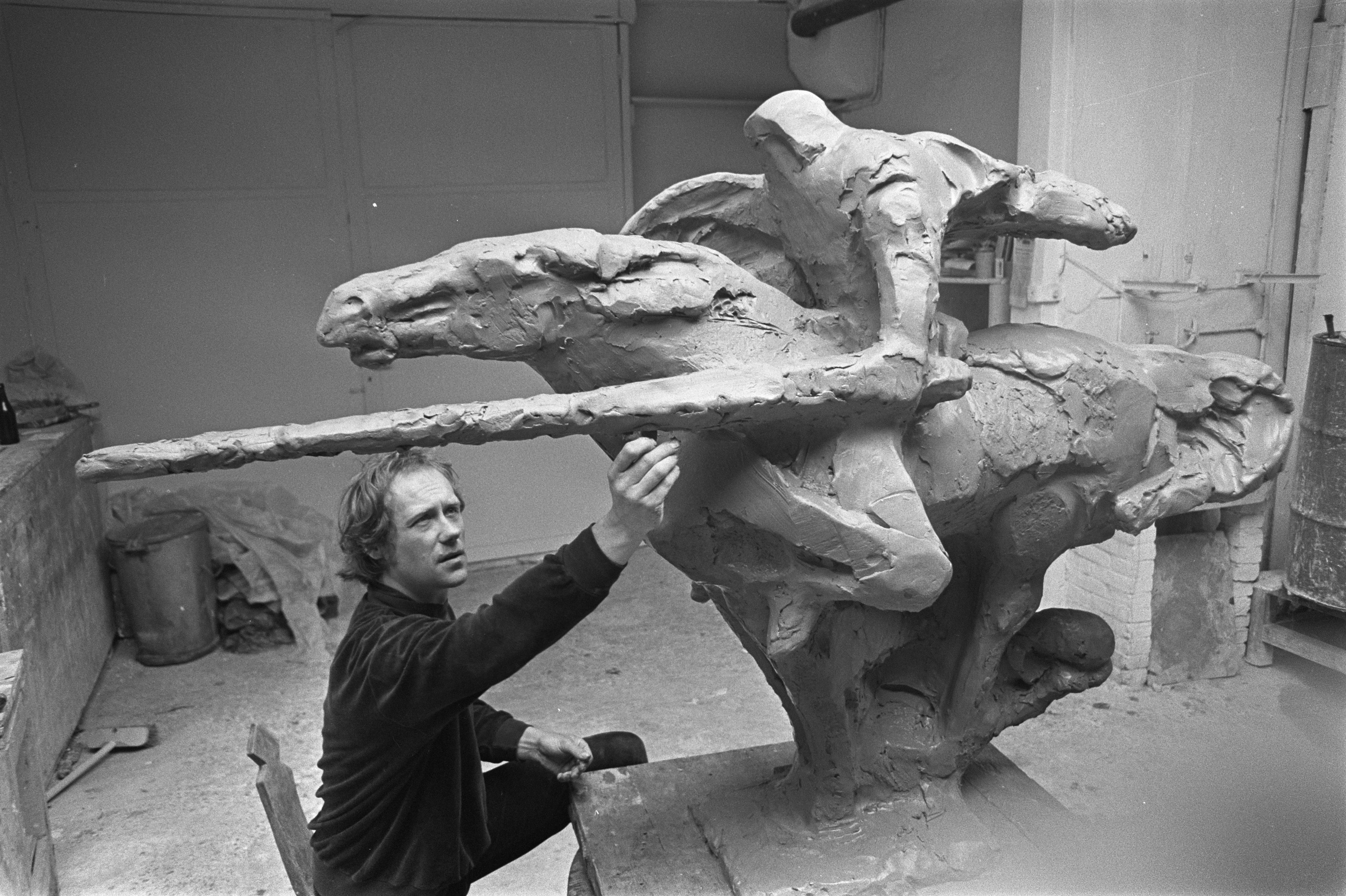
Claus al lavoro sulla sua scultura Tournooiridder (1968)

Eric Claus (Haarlem, 3 giugno 1936) è uno scultore olandese.

## Biografia
Claus ha studiato alla Grafische School (1949-1952), al Rijksnormaalschool voor Teekenonderwijzers (1952-1954) e alla Rijksakademie van Beeldende Kunsten (1955-1960), tutti ad Amsterdam. Dal 1979 al 1990 è stato professore alla Rijksakademie.
Claus è un rappresentante della scultura classica contemporanea. Dall'inizio degli anni '60, il suo lavoro è stato installato in spazi pubblici in molti luoghi dei Paesi Bassi. Un motivo ricorrente sono le figure della commedia dell'arte, come il suo Il suonatore di liuto (1981) in Hoogezand. Ha anche realizzato, tra le altre cose, il monumento commemorativo per Willem Drees (1988) a L'Aia e la scultura Denken, kijken en doen per la sede della Rabobank (1990) a Utrecht.
Claus è anche un medaglista, ha disegnato varie monete e medaglie. Un esempio di questo suo lavoro è la moneta da 10 fiorini olandesi con Jan Steen (1997). Dal 2005, la Colombina, il premio VSCD per il miglior ruolo femminile non protagonista della stagione teatrale olandese, è basata sul suo design.
Nel 2017 è stato nominato Cavaliere dell'Ordine del Leone dei Paesi Bassi (olandese: Ridder in de Orde van de Nederlandse Leeuw).

## Opere (selezione)
- Ruiters (1962), cortile della scuola Ichtusschool, Osdorp, Amsterdam
- Vogels (1964), Dudokpark, Hilversum
- Paard met ruiter (1964), Oosterwijkpark, Beverwijk
- Het toernooigevecht (1965), Gouda
- Vier Heemskinderen (1967), Haarlem[5]
- Tournooiridder (1969), Hilversum
- Nevelpaarden (1970), Zutphen
- Drie heksen (1973), Amstelveen
- Nevelpaarden (1974), Hoofddorp
- Redding (1974), Viale a Katwijk
- Wachter (1977), Ookmeerweg, Amsterdam
- Luitspeler (1981), Hoogezand
- Statua Joan Derk van der Capellen tot den Pol (1984), Zwolle
- Willem Drees (1988), Buitenhof, L'Aia
- Salomo's oordeel (1990), Municipio antico di Gouda
- Commedia dell'Arte (2007), Leusden

## Galleria d'immagini

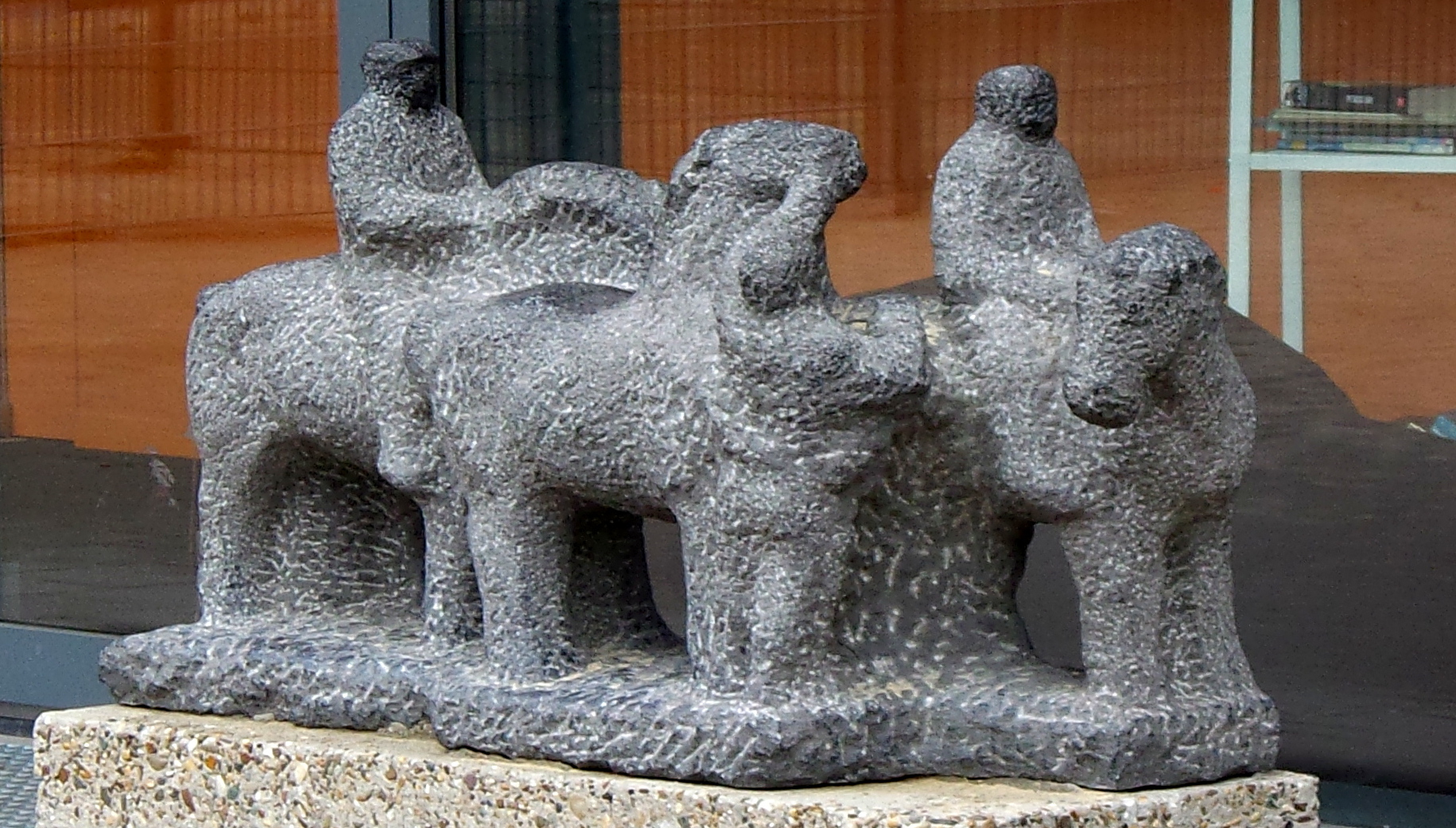
Ruiters (1962), Amsterdam
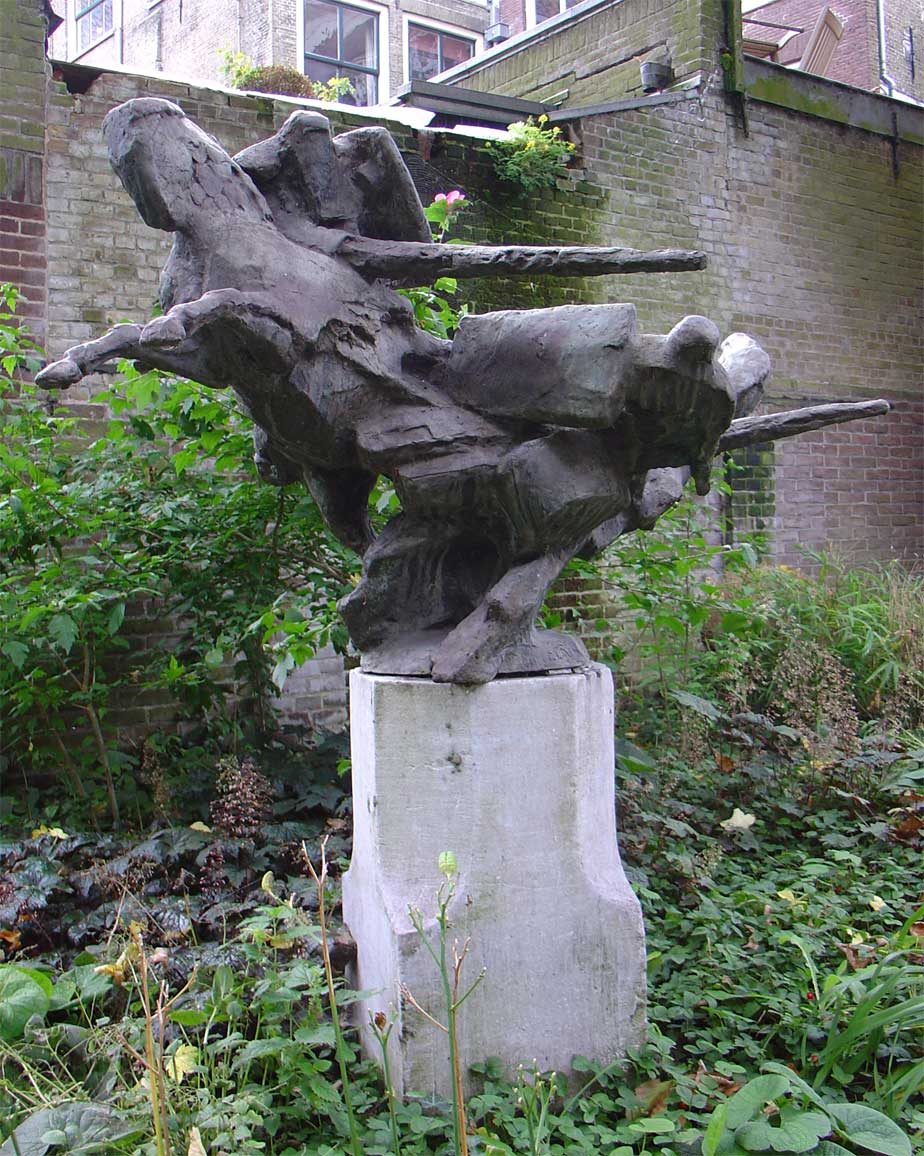
Het toernooigevecht (1965), Gouda
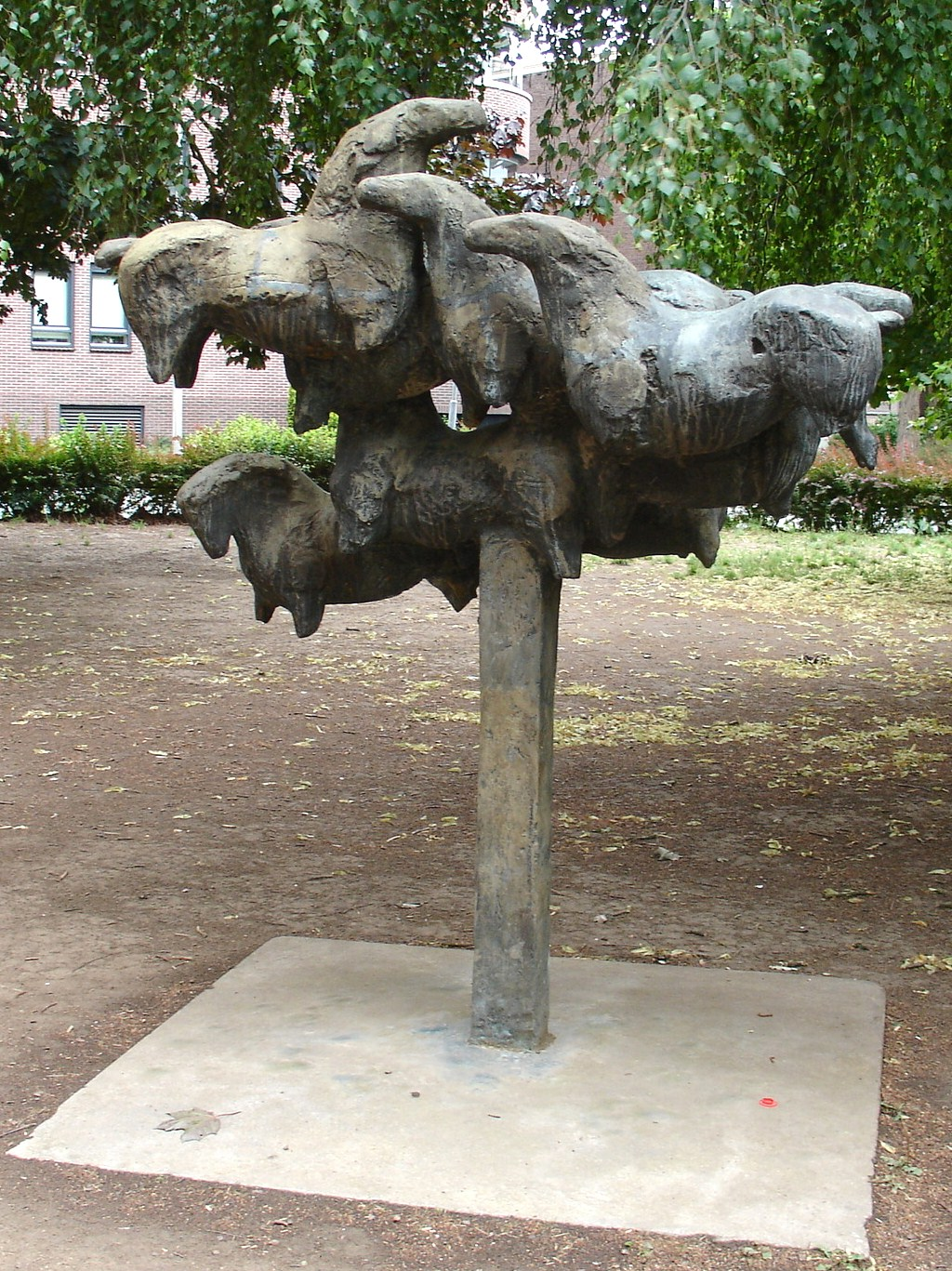
Nevelpaarden (1970), Zutphen
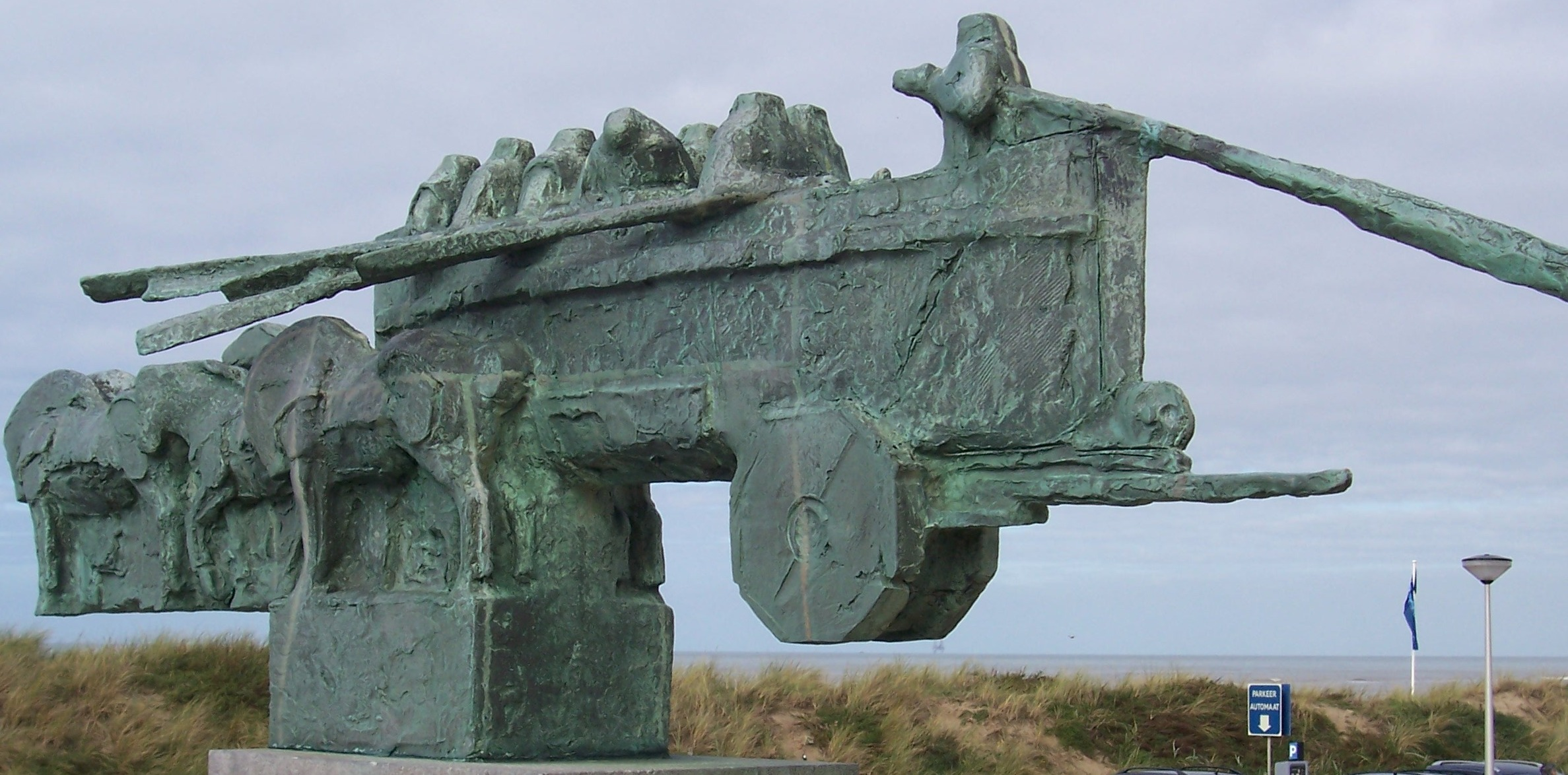
Redding (1974), Katwijk aan Zee
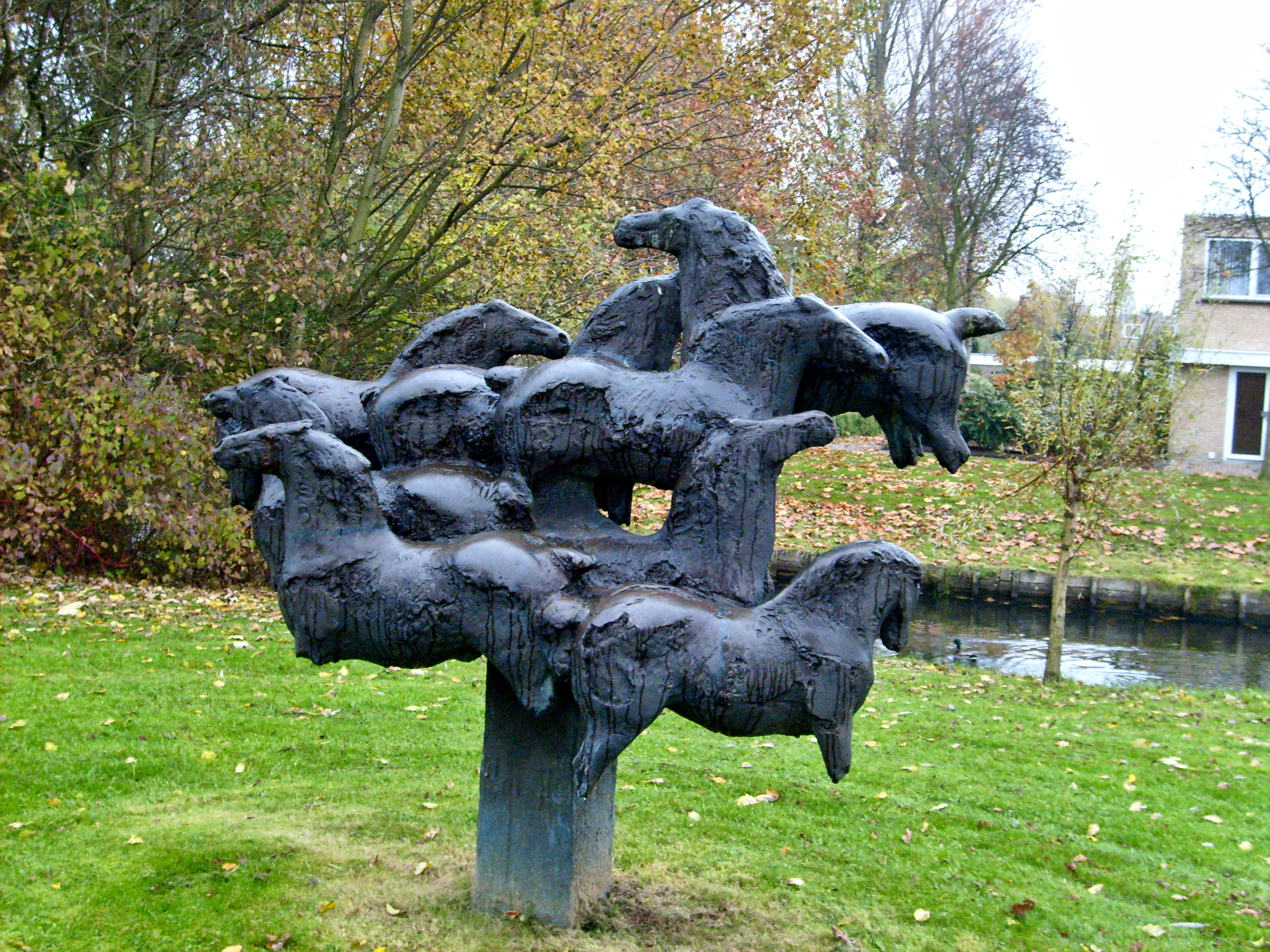
Nevelpaarden (1974), Hoofddorp
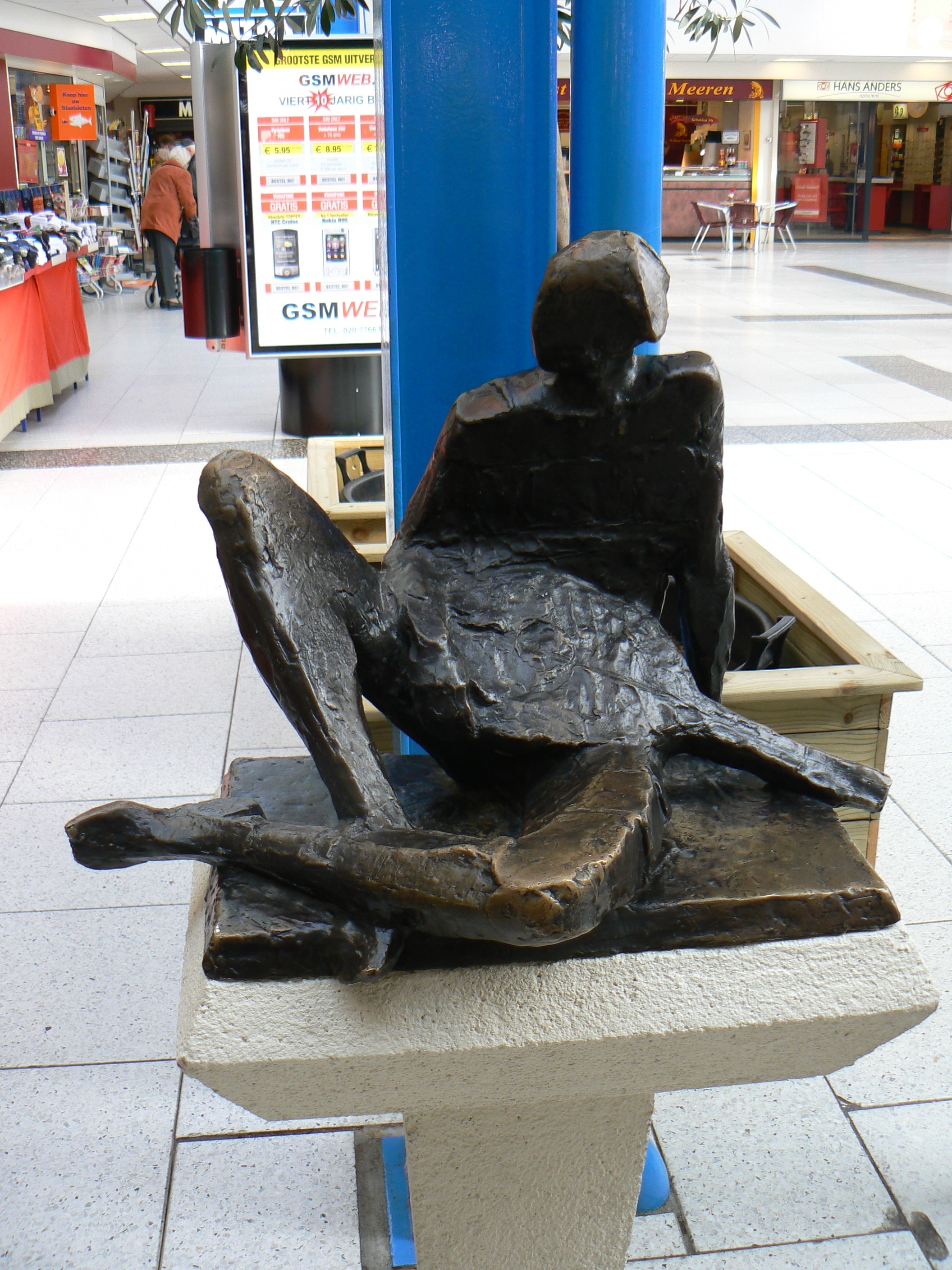
Luitspeler (1981), Hoogezand
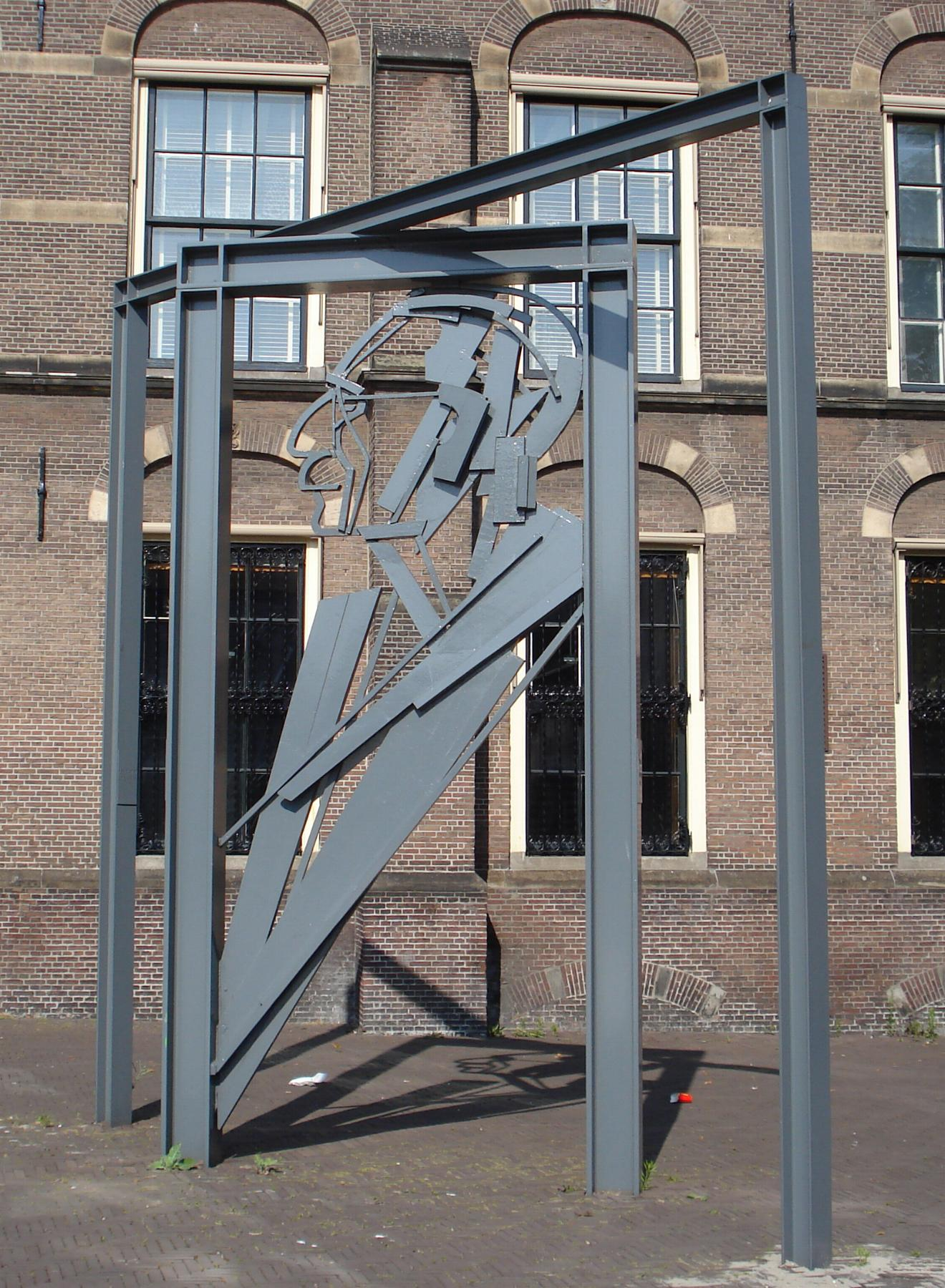
Willem Drees (1988), L'Aia
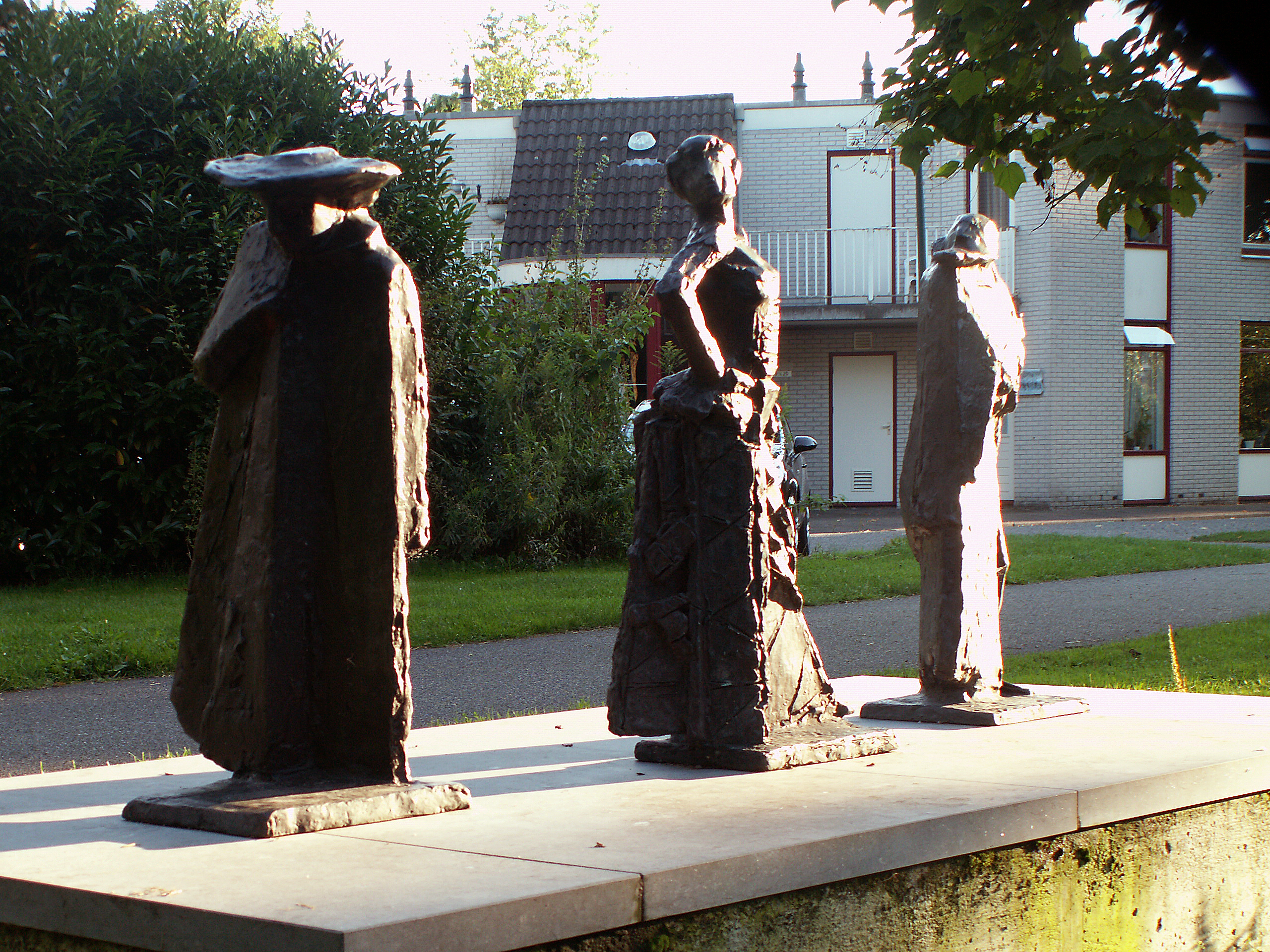
Commedia dell'Arte (2007), Leusden